# Miękowo, Szczecinecki
Miękowo [mjɛnˈkɔvɔ] là một khu định cư ở khu hành chính của Gmina Szczecinek, thuộc huyện Szczecinecki, Zachodniopomorskie, ở phía tây bắc Ba Lan. Nó nằm khoảng 7 kilômét (4 mi) về phía đông nam của Szczecinek và 146 km (91 mi) về phía đông của thủ đô khu vực Szczecin.
Trước năm 1945, khu vực này là một phần của Đức. Đối với lịch sử của khu vực, xem Lịch sử của Pomerania.